# Juri Petrowitsch Kortschagin

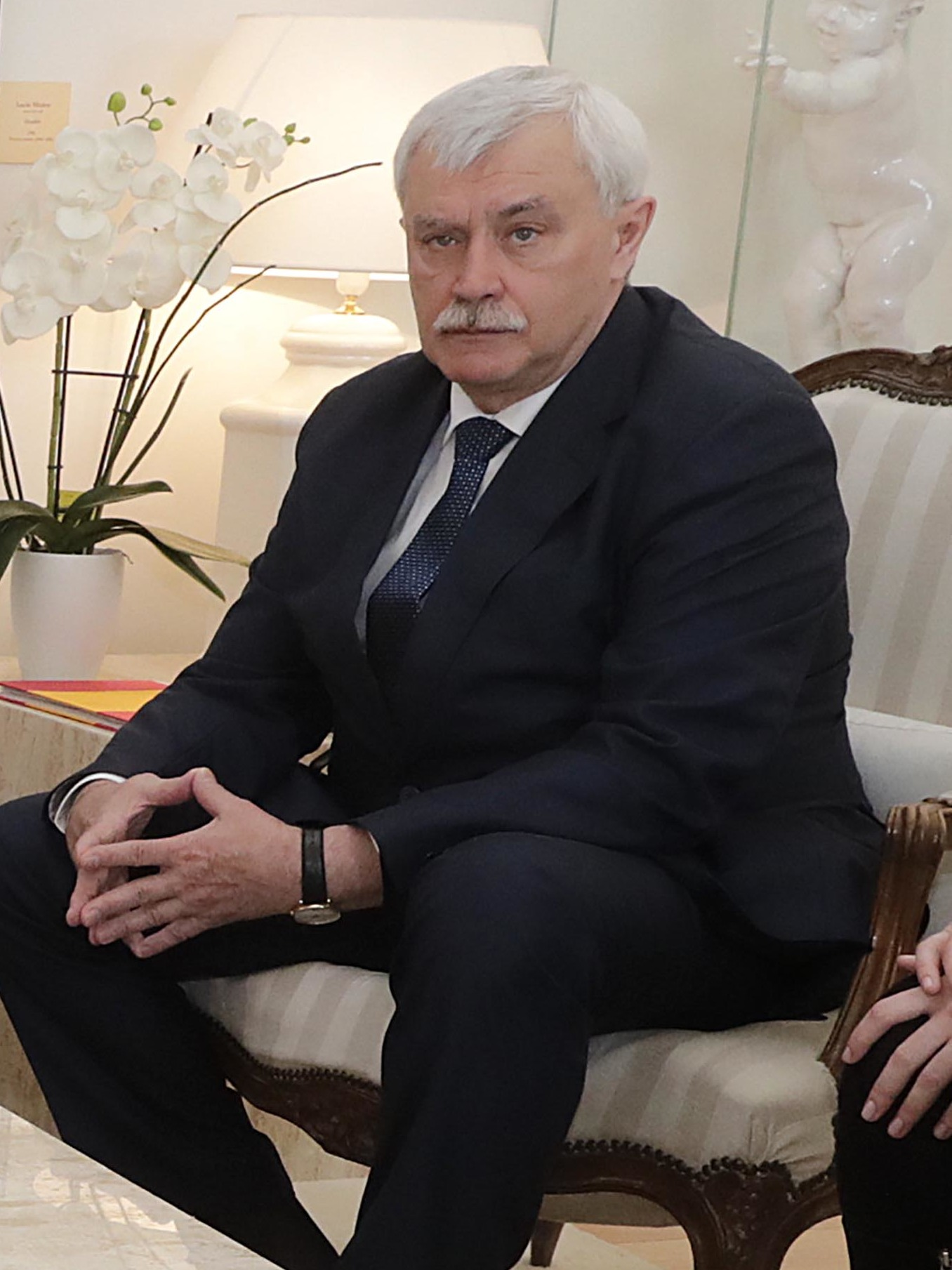
Juri Petrowitsch Kortschagin (2017).

Juri Petrowitsch Kortschagin (russisch Юрий Петрович Корчагин; * 25. November 1950 in Woronesch) ist ein russischer Diplomat.

## Leben
Kortschagin ist mit Natalija Kortschagina verheiratet, ihre Töchter sind Anastasia und Alexandra. Von 1969 bis 1971 war er bei der Roten Armee. Er studierte bis 1977 Geschichte und Literatur an der Universität der Völkerfreundschaft. 1977 trat er in den auswärtigen Dienst. Er war stellvertretender Direktor der Abteilung Lateinamerika. 
Von 1977 bis 1981 war er an der Botschaft der Sowjetunion in Mexiko-Stadt beschäftigt. Anschließend war er Mitarbeiter in den Vertretungen bei internationalen Organisationen: 1984 in Genf und 1985 in Paris. Von 1986 bis 1991 war er Mitarbeiter der Botschaft der Sowjetunion in Lima, Peru. 1994 war er Mitglied der Beobachter-Mission der Operation der Vereinten Nationen in Mosambik. Von 1995 bis 1999 war er stellvertretender Leiter der russischen Botschaft in Buenos Aires, in  Argentinien.
Am 26. Februar 2003 wurde er zum außerordentlichen und bevollmächtigten Botschafter der Russischen Föderation in Bogotá ernannt, wo er bis 24. Juni 2004 akkreditiert war.
Am 13. Juli 2004 wurde er zum außerordentlichen und bevollmächtigten Botschafter der Russischen Föderation in Buenos Aires ernannt, wo er bis 7. Juli 2009 akkreditiert war. Zeitgleich war er auch bei der Regierung in Asunción, Paraguay akkreditiert.
Von 2009 bis 20. Februar 2012 leitete er die Abteilung Lateinamerika im russischen Außenministerium. Am 20. Februar 2012 ernannte ihn Präsident Dmitri Anatoljewitsch Medwedew zum Botschafter in Madrid.